# Björksjön (Jokkmokks socken, Lappland)
Björksjön är en sjö i Jokkmokks kommun i Lappland och ingår i Piteälvens huvudavrinningsområde. Sjön har en area på 0,0563 kvadratkilometer och ligger 390,7 meter över havet.

## Delavrinningsområde
Björksjön ingår i det delavrinningsområde (733927-169127) som SMHI kallar för Mynnar i Vitbäcken. Medelhöjden är 368 meter över havet och ytan är 59,33 kvadratkilometer. Räknas de 2 avrinningsområdena uppströms in blir den ackumulerade arean 117,57 kvadratkilometer. Arpatsbäcken som avvattnar avrinningsområdet har biflödesordning 4, vilket innebär att vattnet flödar genom totalt 4 vattendrag innan det når havet efter 120 kilometer. Avrinningsområdet består mestadels av skog (72 procent) och sankmarker (21 procent). Avrinningsområdet har 2,28 kvadratkilometer vattenytor vilket ger det en sjöprocent på 3,8 procent.